# یان کشیشتف اشچگئو
یان کشیشتف اِشْچِگِـئو (لهستانی: Jan Krzysztof Szczygieł؛ ‏ ۲۷ ژوئیه ۱۹۷۰) بازیگر اهل لهستان است.
از فیلم‌ها یا مجموعه‌های تلویزیونی که وی در آن‌ها نقش داشته‌است، می‌توان به حوزه استحفاظی ۱۳، ع چون عشق، خانه کشیش، کارآگاهان جنایی، پدر متیو، نشانه‌گذاری‌شده، در خوشی و سختی، دهن‌به‌دهن، دستورالعمل زندگی، دوران افتخار، قانون حقیقی، طایفه، عشق اول، هتل ۵۲، رنگ‌های خوشبختی، تشخیص، تاج پادشاهان، عشق اول، آخر هفته، پوزنان ۵۶ و شامانکا اشاره نمود.